# Magdalena Pederin
Magdalena Pederin (Split, 1968.) je multimedijalna umjetnica iz Splita koja djeluje na području interaktivne i video instalacije.

## Životopis
Pohađala je Školu primijenjene umjetnosti i dizajna i Akademiju likovnih umjetnosti u Zagrebu. Živi i radi u Zagrebu. 
Samostalno je izlagala u Sloveniji, Nizozemskoj i Hrvatskoj. Grupno je izlagala u Njemačkoj, Velikoj Britaniji, Estoniji, Austriji, Sloveniji, Hrvatskoj i Italiji.
Autorica je multimedijalnog projekta oko čuje uho vidi kojeg je ostvarila u suradnji s Lalom Raščić, Ivanom Marušićem Klifom i Dubravkom Kuhtom Teslom.
Izlagala je u renomiranim muzejima i galerijama kao što su: Pratt Manhattan Galerry, New York City, SAD, FILE, Sao Paulo, Brazil, N.A.M.O.C. Peking, Kina, Transmediale, Berlin, Njemačka, Courtauld Institute of Art, London, Engleska, Palais Harrach I Art Lab, Beč, Austria, Kibla, Maribor, Slovenija, MSU Zagreb, Hrvatska…

## Vanjske poveznice
- Web stranica Magdalene Pederin